# Döring (Adelsgeschlecht)

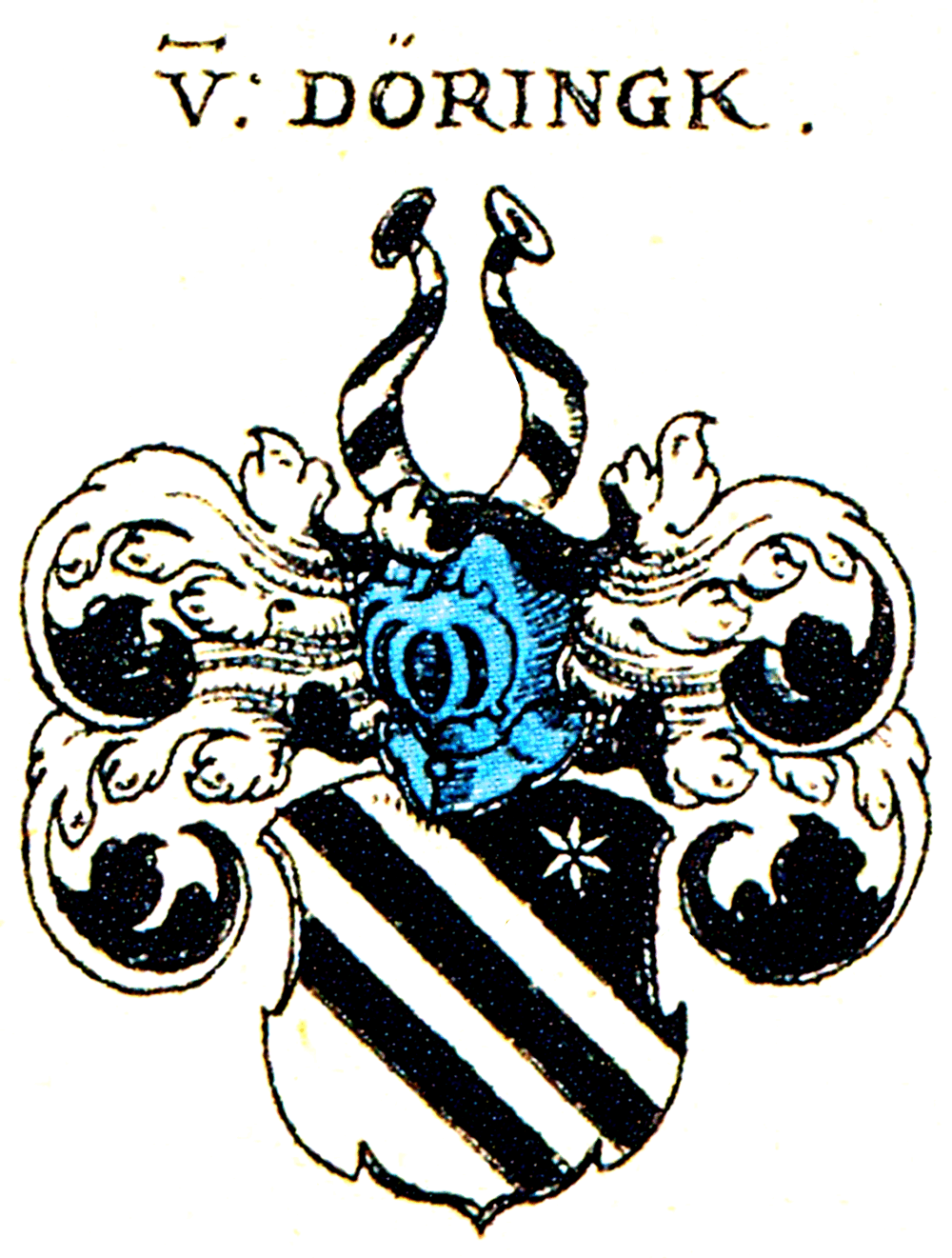
Wappen der Döring in Johann Siebmachers Wappenbuch von 1605 bei der Ritterschaft in Hessen; es besteht eine Wappenverwandtschaft zu den ebenfalls hessischen von Weitershausen

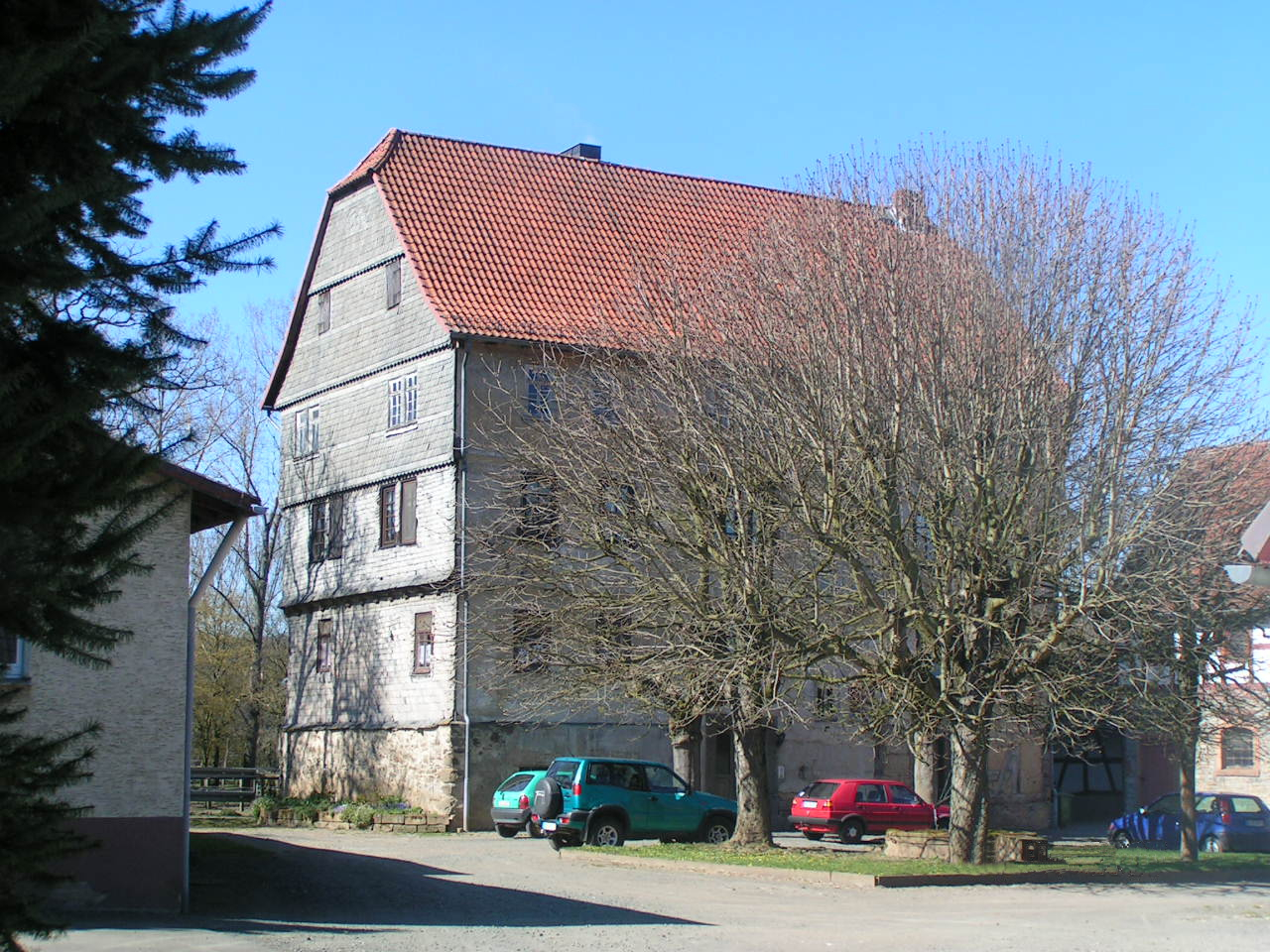
Rittergut Elmshausen (2007)

Döring oder Döring zu Elmshausen ist der Name eines erloschenen hessischen Adelsgeschlechts.
Es besteht keine Stammverwandtschaft zu anderen gleichnamigen Familien, wie etwa dem Breslauer Patriziergeschlecht Döring oder den braunschweigisch-lüneburgisch-mecklenburgischen Döring.

## Geschichte
1252 wurde das Geschlecht zuerst urkundlich genannt. Auf der Döringsburg, dem Burgsitz der Familie, wurden die Herren von Döring mit einem Verkauf eines Hauses beim Kirchhof in Biedenkopf 1365 an den Biedenkopfer Bürger Kunz Ruhlen zuerst urkundlich genannt. 1430 wurden die Döring mit einem Burglehen von 10 Pfund Geldes zu Biedenkopf belehnt. Neubelehnungen sind bis 1512 nachgewiesen. Ab 1577 hatten die Döring zwei landgräfliche Burglehen samt Burgsitz und Zubehör in Biedenkopf inne, davon ist 1635 die Döringsburg abgebrannt und nicht wieder aufgebaut worden. Rittergut Elmshausen wurde während des 16. Jahrhunderts (vielleicht 1586) durch die Herren von Döring, vermutlich an der Stelle ihres 1577 in Elmshausen erwähnten Burgsitzes errichtet. Mit dem Aussterben der Döring 1791 gelangte das Hofgut an ihre Erben, die Herren von Breidenbach genannt Breidenstein. In der Martinskirche in Buchenau zwischen Gestühl und Chorturm an der Süd- und Nordwand stehen fünf Grabsteine der ehemaligen Patronatsherren von Döring an den Seitenwänden.

## Wappen

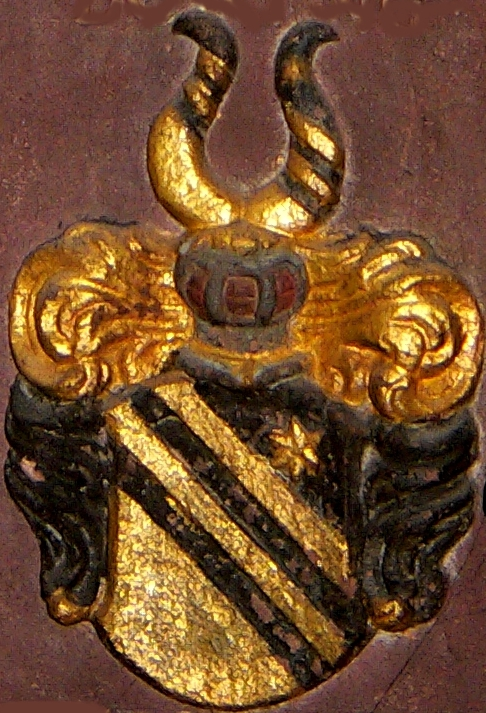
Wappen derer von Döring; Epitaph für Christoff Eitel Schutzbar genannt Milchling und seine Frau Eva Dorothea von Schwalbach in der Evangelischen Kirche von Treis an der Lumda

Blasonierung: Von Schwarz und Silber mehrfach schrägrechts geteilt. Im linken Obereck ein silberner Stern. Auf dem Helm mit schwarz-silbernen Decken mehrfach von Schwarz und Silber geteilte Büffelhörner.